# Блатна Пољанка
Блатна Пољанка (слч. Blatná Polianka) насељено је мјесто са административним статусом сеоске општине (слч. obec) у округу Собранце, у Кошичком крају, Словачка Република.

## Становништво
| Година:    | 1994. | 2004.   | 2014.   | 2024.   |
| ---------- | ----- | ------- | ------- | ------- |
| Број људи: | 190   | 173     | 167     | 172     |
| Разлика:   |       | -8,94 % | -3,46 % | +2,99 % |

| Година:    | 2023. | 2024.   |
| ---------- | ----- | ------- |
| Број људи: | 177   | 172     |
| Разлика:   |       | -2,82 % |

Према подацима о броју становника из 2011. године насеље је имало 169 становника.